# 托德 (密蘇里州)
托德（英語：Todd）是位於美國密蘇里州摩根縣的鬼鎮。

## 歷史
托德的郵局於1884年設立，其後於1917年停運。

## 地理
托德所處的海拔為高於海平面239米（即784英呎），而該地所採用的時區為UTC-6，即北美中部時區（CST）。同時該地設有夏令時間，為UTC-6調快一小時，即UTC-5（CDT）。